# 發徒山
發徒山，又稱府塔山，標高2,587公尺，位於台灣宜蘭縣大同鄉，北方有見晴山，兩者都在中央山脈的北端，南方有南湖大山，旁臨耶克糾溪。